# Cleome violacea
Cleome violacea là một loài thực vật có hoa trong họ Màng màng. Loài này được L. mô tả khoa học đầu tiên năm 1753.